# Boylston, Massachusetts
Boylston är en kommun (town) i Worcester County i delstaten Massachusetts, USA. Vid 2020 års folkräkning hade kommunen 4 849 invånare.